# Alopecosa notabilis
Alopecosa notabilis este o specie de păianjeni din genul Alopecosa, familia Lycosidae. A fost descrisă pentru prima dată de Schmidt, 1895.
Este endemică în Kazakhstan. Conform Catalogue of Life specia Alopecosa notabilis nu are subspecii cunoscute.